# Малиновская, Маша
Мари́на Никола́евна Малиновская, более известная как Ма́ша Малиновская (урождённая Марина Садко́ва; род. 21 января 1981 года, Смоленск) — российская модель, телеведущая, писательница, актриса и певица, диджей, композитор.

## Биография
Окончила среднюю школу № 26 в 1996 году в городе Смоленске. Начала работать в модельном агентстве. Высшее образование она получала на заочном отделении в Смоленском государственном институте искусств по специальности «Экономика и управление в сфере социально-культурной деятельности».
Переехала в Москву весной 2002 года.
Известность пришла к ней на канале Муз-ТВ, где она вела развлекательные программы, в частности, хит-парад «10 sexy», «Лучшая двадцатка», «Фабрика звёзд», вела эротическое реалити-шоу «Империя». Маша вошла в рейтинги глянцевых журналов.

### Личная жизнь
Будучи уже в Москве, Малиновская вышла замуж, но брак оказался недолгим, спустя годы она сама призналась, что прошлый брак вполне можно назвать фиктивным. Ушла без дележа имущества, даже не осталось ничего, ни жилья, ни работы, жила у подруг и знакомых. В браке сделала аборт.
Летом 2007 года было объявлено о свадьбе М. Малиновской с владельцем компании по продаже недвижимости Евгением Морозовым. Жених подарил невесте новый «Mercedes SLK», однако в конце октября стало известно, что свадьба отменена.
В июне 2009 года она непублично вышла замуж за сына заместителя главы Администрации Архангельской области, генерального директора ООО «Арстон» и ЗАО «КонверсИнвест», 33-летнего Дениса Давитиашвили (который ранее также состоял в ЛДПР), с которым за два года до этого познакомилась в Куршевеле (Франция). Жених подарил невесте «Porsche Cayenne», публичная свадьба была намечена на сентябрь, однако в августе в отношениях возникли проблемы, а в феврале 2010 (после семейного насилия) они разошлись. В этот период она сделала свой второй аборт. В июне был оформлен развод.
После этого Маша занялась музыкой, её новым другом стал рэп-певец Александр Тарасов (известный под псевдонимом T-killah).
11 мая 2011 года в одной из клиник Смоленска Маша Малиновская родила сына Мирона; вначале Маша скрывала, кто отец ребёнка, но потом рассказала, что это некий чеченский бизнесмен.

## Политика
На съёмках реалити-шоу «Империя» Маша познакомилась с лидером ЛДПР Владимиром Вольфовичем Жириновским, тот уговаривал её вступить в ряды партии.
В 2005 году М. Малиновская стала депутатом Белгородской областной Думы по спискам ЛДПР.
В октябре 2008 года координационный совет Белгородского регионального отделения ЛДПР исключил её из партии, на что Малиновская ответила мероприятием под девизом «Я уже не член, но у меня есть мандат!».
В 2022 году поддержала российское вторжение на Украину, осудила Оскара Кучеру за интервью Юрию Дудю, по мнению Малиновской «незнакомые с ситуацией граждане» могут решить что сторонники войны «такие же дебилы, как Оскар».
7 января 2023 года Малиновская внесена в санкционный список Украины лиц «которые публично призывают к агрессивной войне, оправдывают и признают законной вооруженную агрессию РФ против Украины, временную оккупацию территории Украины».

## Критика
Телеведущий Владимир Соловьёв охарактеризовал Машу Малиновскую как «даму полусвета».
Маша Малиновская, наряду с некоторыми другими персонами, находится в «чёрном списке» российского светского журнала «Tatler» как не подходящая под определение «светской дамы».
В бытность Малиновской депутатом Белгородской облдумы к ней высказывались претензии в связи с частым отсутствием в региональном парламенте.

## Дискография

### Синглы
| Год  | Название                       | Дата релиза | Альбом |
| ---- | ------------------------------ | ----------- | ------ |
| 2017 | «Вены-провода»                 | 15 апреля   | TBA    |
| 2018 | «Джентльмены танцуют дам»      | 20 апреля   | TBA    |
| 2018 | «Тет-а-тет»                    | 14 сентября | TBA    |
| 2019 | «Я танцую»                     | 28 ноября   | TBA    |
| 2020 | «Кто тебя просил мне сниться?» | 21 января   | TBA    |

### Коллаборации при участии Маши Малиновской
| Год  | Название                                                              | Альбом      |
| ---- | --------------------------------------------------------------------- | ----------- |
| 2013 | «С Новым годом, С.Н.Г.!» (Серёга feat. Маша Малиновская)              | Синглы — EP |
| 2017 | «Радио» (T-killah feat. Маша Малиновская)                             | BOOM        |
| 2017 | «Ты моя фантастика» (Denis Agamirov & Stylezz feat. Маша Малиновская) | без альбома |

## Фильмография

### Роли в кино
- 2006/2007 — Мечты Алисы
- 2006/2007 — Клуб — камео
- 2006/2012 — Счастливы вместе — Соня Булкина
- 2008 — Всё могут короли — камео
- 2009 — Блондинка в нокауте — блондинка
- 2009 — О, счастливчик! — камео
- 2011 — All inclusive, или Всё включено — Маша
- 2011 — Светофор — Кристина
- 2013 — Гена Бетон — секретарша

### Дубляж
- 2005 — Мадагаскар — бегемотиха Глория
- 2008 — Блондинка и блондинка — Ди[14][15][16][17][18]
- 2008 — Мадагаскар 2 — бегемотиха Глория
- 2012 — Мадагаскар 3 — бегемотиха Глория